# Buckland River (Alaska)
Der Buckland River ist ein Zufluss der Tschuktschensee im Nordwesten des US-Bundesstaats Alaska.

## Geographie

### Verlauf
Der etwa 110 Kilometer lange Fluss entsteht am Zusammenfluss seiner beiden Quellflüsse North Fork und South Fork Buckland River, wobei letzterer den Hauptquellfluss bildet. In den South Fork Buckland River mündet 3,8 Kilometer flussaufwärts der Middle Fork Buckland River. Der Buckland River fließt anfangs in überwiegend westlicher Richtung. Der Fish River mündet von rechts sowie der West Fork Buckland River von links. Der Buckland River wendet sich nach etwa 50 Kilometer nach Norden. Er passiert die am Westufer gelegene Siedlung Buckland und mündet schließlich in die Eschscholtz-Bucht, eine Seitenbucht des Kotzebue-Sunds. Der Buckland River weist zahlreiche Mäander auf.

### Einzugsgebiet
Das ungefähr 6890 km² große Einzugsgebiet wird im Nordosten von den Selawik Hills sowie im Osten und Süden von den Nulato Hills umrahmt.